# Arnon Wongchanta
Arnon Wongchanta ist ein thailändischer Fußballspieler.

## Karriere
Arnon Wongchanta stand bis Mitte 2014 bei Air Force Central unter Vertrag. Wo er vorher gespielt hat, ist unbekannt. Der Verein aus der thailändischen Hauptstadt Bangkok spielte in der höchsten Liga des Landes, der Thai Premier League. 2014 absolvierte er 5 Erstligaspiele für die Air Force. Seit 1. Juli 2014 ist er vertrags- und vereinslos.